# Băutură răcoritoare

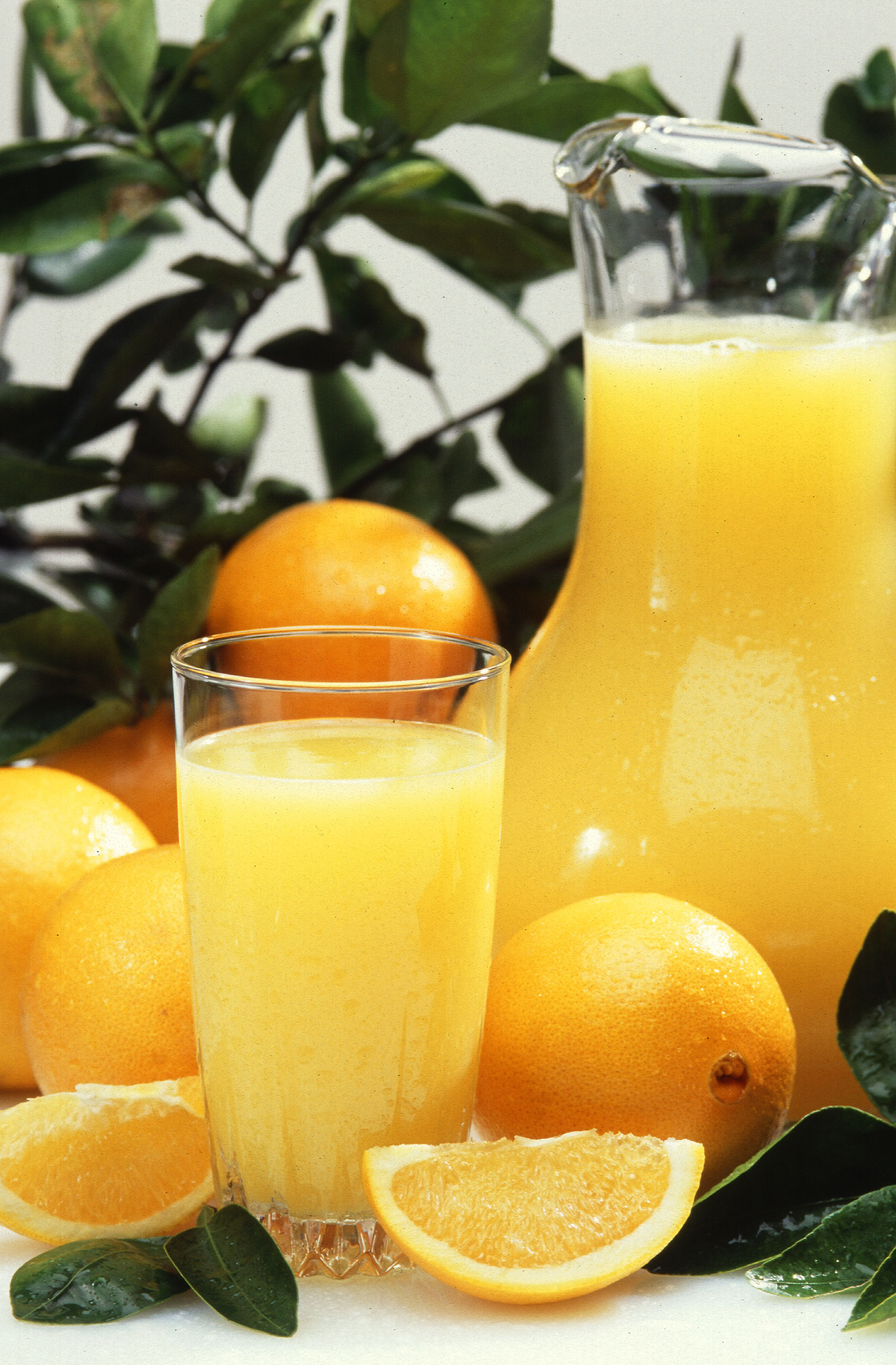
Oranjadă

Termenul de băutură răcoritoare (popular „suc”) se referă în special la băuturile carbogazoase sau necarbogazoase obținute din concentrați. Deși, în sens larg, desemnează orice băutură care nu conține alcool, există și câteva excepții, cum ar fi: ceaiul, ciocolata caldă, laptele (bătut sau nu), sana, cocktailul etc., care vizează aceeași categorie. Cele mai populare sortimente de băuturi răcoritoare sunt: cola, apa minerală, limonada sau oranjada.

## Băuturile carbogazoase
Băuturile carbogazoase sunt băuturi care se disting prin prezența, pe lângă apă , acid citric , acid tartric etc., a dioxidului de carbon (CO2) , un gaz incolor și fără gust care produce bule. Aceste băuturi sunt un remediu valabil pentru sete ; dioxidul de carbon, de fapt, nu numai că inhibă setea, anestezind membranele mucoase ale cavității bucale, dar provoacă și un sentiment de sațietate; pe măsură ce dilată pereții stomacului . Aceste băuturi sunt preparate dulci prin adăugarea de zaharoză sau dextroză.

## Sortimente românești

Sticle românești de Pepsi-Cola și CiCo

### Înainte de 1989
În timpul regimului comunist, în România au luat ființă centre de producție a băuturilor răcoritoare, care au scos o serie diversificată de produse: 
- Brifcor (gust de portocale)
- CiCo (gust de portocale)
- Quik Cola/Quick Cola (gust de cola)
- Deit (gust de fructe, în genul Mountain Dew de astăzi)
- Bem-Bem (gust de portocale)
- Zmeurata (gust de zmeură)
- Lămâița (gust de lămâie)
- Hebe (gust de lămâie)
- Aurora (gust de lămâie)

Un caz aparte îl reprezintă băutura Pepsi-Cola, scoasă de la fabrica «Munca» din Ovidiu, Constanța, sub licență Pepsico, din anii '60. Sloganul mărcii era «avânt și energie».

### După 1989
O vreme au mai rezistat vechile mărci, dar, din cauza privatizărilor, unele dintre ele au dispărut, precum Deit sau Aurora, altele au reușit să supraviețuiască, cum ar fi Pepsi Cola, Brifcor, Quick-Cola. De asemenea, au apărut o serie de firme care produc sucuri românești (Ala-Bala, Frutti-Fresh, Val etc.)